# Wilkmanite
La wilkmanite è un minerale.